# 去吧皮卡丘
《去吧皮卡丘》是一款由成都天象互动开发，改编自日本任天堂旗下电子游戏和动漫作品口袋妖怪系列的卡牌对战类角色扮演手机游戏，对应Android和iOS平台。游戏因为涉嫌在未获得任天堂授权的情况下，抄袭并侵犯口袋妖怪系列知识产权，而获得业内关注。

## 游戏玩法
《去吧皮卡丘》作为一款卡牌类角色扮演游戏，在玩法上与口袋妖怪系列大异其趣，而与常见的卡牌手机游戏高度雷同。玩家在创建角色后，需要从妙蛙种子、小火龙和杰尼龟中选择一个开始游戏，其他口袋妖怪并非像原作一样可以捕捉，而需要通过随机抽取或直接购买获得。战斗以卡牌的方式回合制进行，与同类游戏高度类似，上手难度极低。游戏自身免费，但和其他类似游戏一样，含有收费内购项目。
此外，游戏在保留了传统卡牌游戏中关于卡牌收集、以及养成的基础上，还提供了其他模式，比如：竞技场、无尽深渊、3V3积分赛、华丽大赛等。尤其玩家PK模式多，竞技场、3V3积分赛和华丽大赛可以让玩家向玩家挑战，而无尽深渊模式则类似于闯关，越往后难度越高。

## 抄袭争议
《去吧皮卡丘》自称“真实还原了口袋妖怪的经典画面”，并在游戏和宣传中大量使用了皮卡丘、火箭队、小智等口袋妖怪系列素材。然而，口袋妖怪系列版权方任天堂早在2011年就已在中国大陆注册了“皮卡丘”、“神奇宝贝”、“口袋妖怪”等商标，而此游戏并未获得的任天堂任何授权，因此涉嫌侵犯商标权和著作权。
对此，制作方则回应称，《去吧皮卡丘》是一款原创游戏，并已获得国内正版版权。根据中华人民共和国国家版权局的公开信息，成都赤月科技于2014年登记注册了包括“口袋精灵游戏软件”、“去吧皮卡丘游戏软件”以及“三国志手机游戏软件”的计算机软件著作权，而天象互动也于2014年登记注册了“皮卡丘游戏软件”的计算机软件著作权。前者（成都赤月科技）已于2014年8月合并入天象互动。

## 发行与评价
游戏虽然对应Android和iOS平台，但并未在谷歌官方Google Play和苹果官方App Store上架，而只是在中国大陆各大Android应用市场以及iOS非正式下载渠道出现，iOS版更需要越狱方可安装。在宣传方式上，游戏的广告在口袋妖怪百度贴吧强制置顶，并伪装为主题帖，引发贴吧网友愤怒。口袋妖怪吧网友进入去吧皮卡丘吧声讨其侵权，但去吧皮卡丘吧玩家则认为版权问题并不重要，玩得开心就可以了，并认为应该支持国产游戏，而不是给日本公司送钱。
对于游戏本身，口袋妖怪原作的玩家反应十分激烈，认为《去吧皮卡丘》是对原作的侮辱，游戏的篡改和盗用给人一种“毁童年”的感觉。而对本游戏进行评测的网络媒体则普遍认为游戏较为中庸。4399手机游戏给出7.5/10分，认为其与市场上的卡牌手游大同小异，但可能会吸引口袋妖怪爱好者。土拔鼠手游评予6.6/10分，表示尽管知道这肯定是山寨游戏，但没有让人失望，也没有毁童年。口袋巴士打了7.5/10分，并特别指出其作为一款披着《口袋妖怪》皮的卡牌游戏，“圈钱倒不是那么狠”。相较之下，神马值得玩给出6.2/10分，批评其画风分裂，玩法老套，感受不到原作的气氛，而一切的游戏体验都是为了收费内购。11773手游网的评测者则直接评价“不好玩”，称其为一款“赶工出来的”“拙劣的”“套娃式作品”。实际上，《去吧皮卡丘》这款游戏存在着很大的弊端，实现了有钱称王没钱就玩不下去的状态，每次都会有大量的活动，但这些基本都是充值送礼包，不推荐玩。